# Astragalus capito
Astragalus capito är en ärtväxtart som beskrevs av Pierre Edmond Boissier. Astragalus capito ingår i släktet vedlar, och familjen ärtväxter. Inga underarter finns listade i Catalogue of Life.